# FFH-Gebiet Wald östlich Hohn
Das FFH-Gebiet Wald östlich Hohn ist ein NATURA 2000-Schutzgebiet in Schleswig-Holstein im Kreis Rendsburg-Eckernförde in der Gemeinde Hohn. Es liegt in der Landschaft Schleswiger Vorgeest (Landschafts-ID 69700), die vom Bundesamt für Naturschutz (BfN) als schutzwürdige Landschaft mit Defiziten bewertet wird. Diese ist wiederum Teil der Naturräumlichen Großregion 2. Ordnung Schleswig-Holsteinische Geest.
Das FFH-Gebiet Wald östlich von Hohn liegt 320 Meter östlich der Wohnbebauung von Hohn und grenzt mit seinem Nordrand an die Bundesstraße 202. Es hat eine Fläche von 11.8 Hektar. Die größte Ausdehnung liegt in Ostwestrichtung und beträgt 652 Meter. Die höchste Erhebung mit 24 Meter über NN befindet sich im Norden an der B 202. Das Gelände fällt von dort nach Südosten bis auf 16,5 Meter über NN ab.
Das FFH-Gebiet liegt am Südhang einer Grundmoräne der Saale-Kaltzeit, mit Geschiebelehm und -mergel. Das FFH-Gebiet ist nahezu vollständig mit der FFH-Lebensraumklasse Laubwald bedeckt. Es handelt sich um einen historischen Waldstandort, der bereits um 1857 auf einer dänischen Generalstabskarte eingezeichnet war, siehe Bild 1. Der Wald war mit Laubgehölz bestockt, wie der Ausschnitt der Karte des Deutschen Reiches von 1879 zeigt, siehe Bild 2. Man vermutet, dass der Wald bereits seit 500 Jahren besteht.
Im Süden des FFH-Gebietes verläuft ein Bach, in den das Gebiet entwässert. Dieser mündet außerhalb in ein weitverzweigtes Drainagesystem der den Wald umgebenden intensiv genutzten Ackerflächen, das über die Garlbek, Sorge und Eider in die Nordsee entwässert.
Das FFH-Gebiet befindet sich vollständig im Privatbesitz.

## FFH-Gebietsgeschichte und Naturschutzumgebung

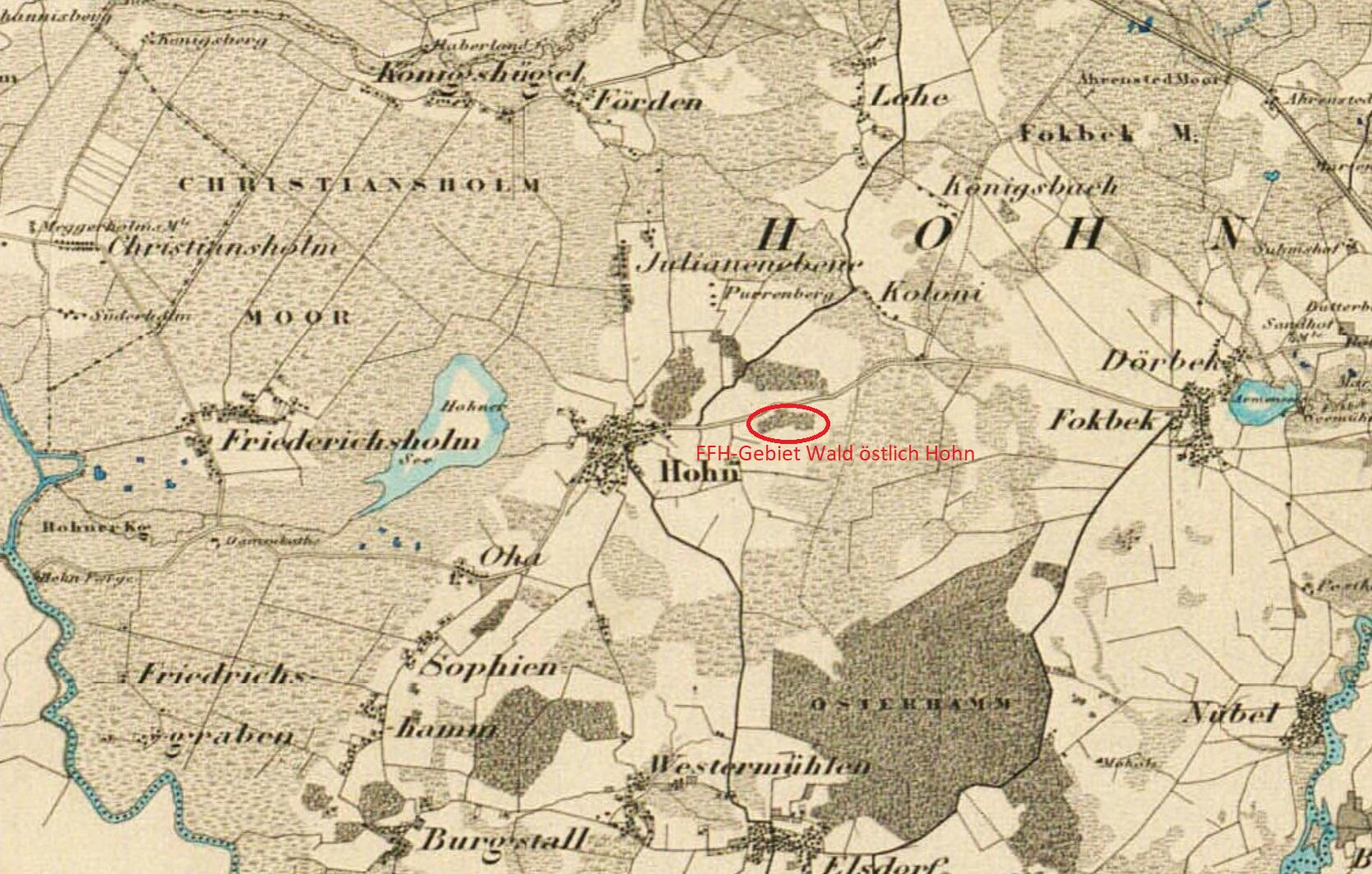
Bild 1: FFH-Gebiet Wald östlich Hohn um 1857

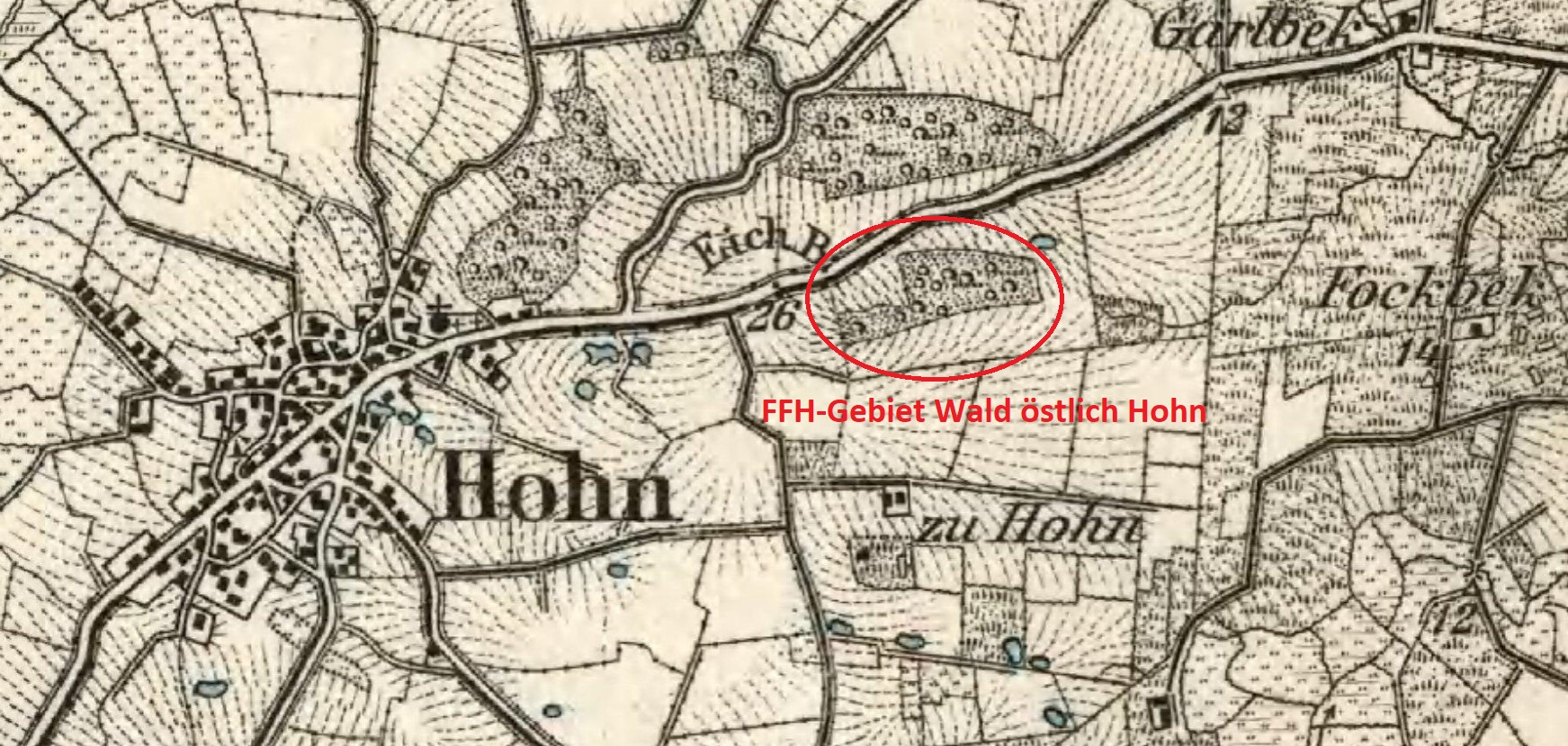
Bild 2: FFH-Gebiet Wald östlich Hohn um 1879

Der NATURA 2000-Standard-Datenbogen (SDB) für dieses FFH-Gebiet wurde im Mai 2004 vom Landesamt für Landwirtschaft, Umwelt und ländliche Räume (LLUR) des Landes Schleswig-Holstein erstellt, im September 2004 als Gebiet von gemeinschaftlicher Bedeutung (GGB) vorgeschlagen, im Oktober 2007 von der EU als GGB bestätigt und im Januar 2010 national nach § 32 Absatz 2 bis 4 BNatSchG in Verbindung mit § 23 LNatSchG als besonderes Erhaltungsgebiet (BEG) bestätigt. Der SDB wurde zuletzt im Mai 2019 aktualisiert. Der Managementplan für das FFH-Gebiet wurde am 17. September 2016 veröffentlicht.

## FFH-Erhaltungsgegenstand
Laut Standard-Datenbogen vom Mai 2019 sind folgende FFH-Lebensraumtypen (LRT) und Arten für das Gesamtgebiet als FFH-Erhaltungsgegenstände mit den entsprechenden Beurteilungen zum Erhaltungszustand der Umweltbehörde der Europäischen Union gemeldet worden (Gebräuchliche Kurzbezeichnung (BfN)):
FFH-Lebensraumtypen nach Anhang I der EU-Richtlinie:
- 9110 Hainsimsen-Buchenwälder (Gesamtbeurteilung B)[13]
- 9130 Waldmeister-Buchenwälder (Gesamtbeurteilung B)[14]
- 9160 Sternmieren-Eichen-Hainbuchenwälder (Gesamtbeurteilung C)[15]
- 9190 Alte bodensaure Eichenwälder auf Sandebenen mit Stieleiche (Gesamtbeurteilung B)[16]

## FFH-Erhaltungsziele
Aus den oben aufgeführten FFH-Erhaltungsgegenständen werden als FFH-Erhaltungsziele von besonderer Bedeutung die Erhaltung folgender Lebensraumtypen und Arten im FFH-Gebiet vom Ministerium für Energiewende, Landwirtschaft, Umwelt und ländliche Räume des Landes Schleswig-Holstein erklärt:
- 9110 Hainsimsen-Buchenwälder
- 9130 Waldmeister-Buchenwälder
- 9160 Sternmieren-Eichen-Hainbuchenwälder

Aus den oben aufgeführten FFH-Erhaltungsgegenständen werden als FFH-Erhaltungsziele von Bedeutung die Erhaltung folgender Lebensraumtypen und Arten im FFH-Gebiet vom Ministerium für Energiewende, Landwirtschaft, Umwelt und ländliche Räume des Landes Schleswig-Holstein erklärt:
- 9190 Alte bodensaure Eichenwälder auf Sandebenen mit Stieleiche

Laut Landschaftsrahmenplan von 2020 ist eine weitergehende Unterschutzstellung des FFH-Gebietes nicht geplant.

## FFH-Analyse und Bewertung
Das Kapitel FFH-Analyse und Bewertung im Managementplan beschäftigt sich unter anderem mit den aktuellen Gegebenheiten des FFH-Gebietes und den Hindernissen bei der Erhaltung und Weiterentwicklung der FFH-Lebensraumtypen. Die Ergebnisse fließen in den FFH-Maßnahmenkatalog ein.
Die Gesamtbeurteilung der FFH-Lebensraumtypen im Gebiet ist bezogen auf den Flächenanteil aller FFH-Lebensraumtypen vollständig mit schlechter als gut (C) bewertet worden, siehe Diagramm 3. Diese Daten entstammen dem SDB vom Mai 2019. Hauptgründe der schlechten Gesamtbeurteilung sind der zu geringe Bestand an stehendem und liegendem Totholz sowie älteren Habitatbäumen.
Mehr als neun Zehntel der FFH-Gebietsfläche unterliegen dem Schutzstatus eines FFH-Lebensraumtyps, gut ein Prozent sind mit gesetzlich geschützten Biotoptypen nach § 30 BNatSchG in Verbindung mit § 21 LNatSchG bedeckt, siehe Diagramm 4. Bei Letzteren handelt es sich um Still- und Kleingewässer, die im gesamten Gebiet verteilt sind. Die Tabelle 1 zeigt den Stand der Biotopkartierung im FFH-Gebiet vom April 2022.
| Lfd. Nr. | Biotop-Nummer  | Schutzstatus             | Bezeichnung | Fläche [m²] | Erhaltungs-zustand | Lage                        | Kartierdatum |
| -------- | -------------- | ------------------------ | --- | ----------- | ------------------ | --------------------------- | ------------ |
| 1        | 325346016-0403 | LRT                      | 9130 Waldmeister-Buchenwälder | 37920       | B                  | 54° 10′ 29″ N, 10° 0′ 21″ O | 21.06.2016   |
| 2        | 325346016-0415 | LRT                      | 9110 Hainsimsen-Buchenwälder | 42211       | C                  | 54° 10′ 29″ N, 10° 0′ 14″ O | 21.06.2016   |
| 3        | 325346016-0411 | LRT                      | 9160 Sternmieren-Eichen-Hainbuchenwälder                                                                                               | 30073       | C                  | 54° 18′ 7″ N, 9° 31′ 52″ O  | 21.06.2016   |
| 4        | 325346016-0416 | LRT + ges. gesch. Biotop | 3150 Natürliche und naturnahe nährstoffreiche Stillgewässer mit Laichkraut oder Froschbiss-Gesellschaften; FSe Eutrophes Stillgewässer | 214         | C                  | 54° 18′ 13″ N, 9° 31′ 54″ O | 21.06.2016   |
| 5        | 325346016-0409 | ges. gesch. Biotop       | FSy Sonstiges Stillgewässer | 649         |                    | 54° 18′ 9″ N, 9° 31′ 56″ O  | 21.06.2016   |
| 6        | 325346016-0412 | ges. gesch. Biotop       | FKy Sonstiges Kleingewässer | 168         |                    | 54° 18′ 4″ N, 9° 31′ 40″ O  | 21.06.2016   |
| 7        | 325346016-0413 | ges. gesch. Biotop       | FKy Sonstiges Kleingewässer | 153         |                    | 54° 18′ 3″ N, 9° 31′ 40″ O  | 21.06.2016   |
| 8        | 325346016-0414 | LRT + ges. gesch. Biotop | 3150 Natürliche und naturnahe nährstoffreiche Stillgewässer mit Laichkraut oder Froschbiss-Gesellschaften; FSe Eutrophes Stillgewässer | 317         | C                  | 54° 18′ 3″ N, 9° 31′ 42″ O  | 21.06.2016   |

## FFH-Maßnahmenkatalog
Der FFH-Maßnahmenkatalog im Managementplan führt neben den bereits durchgeführten Maßnahmen geplante Maßnahmen zur Erhaltung und Entwicklung der FFH-Lebensraumtypen im FFH-Gebiet an. Bis zur Erstellung des Managementplans wurden keine Maßnahmen im Sinne der Einhaltung des Verschlechterungsverbotes durchführt. Neben der Erwähnung von Maßnahmen im Managementplan wurden zusätzlich neun Maßnahmenblätter erstellt. Sie befinden sich im Entwurfstadium.
Schwerpunkt der vorgeschlagenen Maßnahmen sind die Verbesserung des Wasserhaushaltes durch Einbau von Stauen, die Entnahme der Restbestände an Nadelhölzern und nicht standorttypischer Gehölze und die Erhöhung des Totholzanteils. Da im Wald kein Wegenetz vorhanden ist, sollte die Entnahme von Bäumen nur auf wenigen festgelegten Rückegassen erfolgen.

## FFH-Erfolgskontrolle und Monitoring der Maßnahmen
Eine FFH-Erfolgskontrolle und Monitoring der Maßnahmen findet in Schleswig-Holstein alle 6 Jahre statt. Die Ergebnisse des letzten Monitorings wurden noch nicht veröffentlicht (Stand April 2022). Am 21. Juni 2016 wurde eine Nachkartierung des FFH-Gebietes mit Angabe der Biotop- und FFH-Lebensraumtypen durchgeführt, siehe Tabelle 1.